# فيصل العدواني (لاعب)
فيصل دخيل العدواني، من مواليد 12 فبراير 1983 في الكويت، لاعب كرة قدم كويتي. لعب في نادي النصر الكويتي، وفي ديسمبر 2006 أعير إلى نادي كاظمة لمدة عام ، عاد إلى نادي النصر الرياضي. اعتزل كرة القدم.